# 槐底街道
槐底街道，是中华人民共和国河北省石家庄市裕华区下辖的一个乡镇级行政单位。

## 行政区划
槐底街道下辖以下地区：
兴苑街社区、电业第一社区、电业第二社区、槐南路社区、育才街社区、石府社区、石门社区、世纪花园社区、燕港新村社区、富强电力社区、槐底社区和尖岭社区。